# États-Unis aux Jeux olympiques d'été de 1988
Les États-Unis participent aux Jeux olympiques d'été de 1988 à Séoul. Il s'agit de leur 20e participation à des Jeux d'été.
La délégation américaine, composée de 527 athlètes, termine troisième du classement par nations avec 94 médailles (36 en or, 31 en argent et 27 en bronze).

## Liste des médaillés américains

### Médailles d'Or
- Jay Barrs  Tir à l'arc
- Carl Lewis 100 m
- Joe DeLoach 200 m
- Steve Lewis 400 m
- Roger Kingdom 110 m haies
- Andre Phillips 400 m haies
- Danny Everett, Steve Lewis, Butch Reynolds, et Kevin Robinzine relais 4x400 m
- Carl Lewis saut en longueur
- Florence Griffith-Joyner 100 m
- Florence Griffith-Joyner 200 m
- Evelyn Ashford, Alice Brown, Sheila Echols, et Florence Griffith-Joyner relais 4x100 m
- Louise Ritter saut en hauteur
- Jackie Joyner-Kersee saut en longueur
- Jackie Joyner-Kersee heptathlon
- Cynthia Brown, Vicky Bullett, Cynthia Cooper, Anne Donovan, Teresa Edwards, Kamie Ethridge, Jennifer Gillom, Bridgette Gordon, Andrea Lloyd, Katrina McClain, Suzanne McConnell, et Teresa Weatherspoon Basketball
- Kennedy McKinney Boxe
- Andrew Maynard Boxe
- Ray Mercer Boxe
- Greg Barton Canoe
- Greg Barton et Norman Bellingham Canoe
- Greg Louganis plongeon
- Greg Louganis plongeon
- Lynne Jewell and Allison Jolly régate 470
- Matt Biondi natation 50 m nage libre
- Matt Biondi natation 100 m nage libre
- Matt Biondi, Troy Dalbey, Chris Jacobs, et Tom Jager relais 4x100 m nage libre
- Matt Biondi, Matt Cetlinski, Troy Dalbey, and Doug Gjertsen relais 4x200 m nage libre
- David Berkoff, Matt Biondi, Chris Jacobs, et Richard Schroeder relais 4x100 m 4 nages
- Janet Evans  400 m nage libre
- Janet Evans 800 m nage libre
- Janet Evans  400 m 4 nages
- Ken Flach et Robert Seguso  Tennis, Double
- Zina Garrison and Pam Shriver Tennis, Double
- Craig Buck, Bob Ctvrtlik, Scott Fortune, Karch Kiraly, Ricci Luyties, Douglas Partie, Jon Root, Eric Sato, Dave Saunders, Jeff Stork, Troy Tanner, et Steve Timmons  Volleyball
- John Smith lutte (62 kg)
- Kenny Monday lutte (74 kg)